# مایکل گرین (نویسنده)
مایکل گرین (به انگلیسی: Michael Green) نویسنده فیلم‌نامه‌نویس آمریکایی است.

## زندگی
گرین در یک خانواده یهودی متولد شد و در مامورنک، نیویورک بزرگ شده‌است.

## فیلم‌شناسی
- سامورایی چشم آبی (نویسنده و تهیه‌کننده) (۲۰۲۲)
- مرگ بر روی نیل (نویسنده) (۲۰۲۰)
- جانگل کروز (نویسنده) (۲۰۲۰)
- لوگان (نویسنده) (۲۰۱۷)
- بیگانه: کاوننت (نویسنده) (۲۰۱۷)
- بلید رانر ۲۰۴۹ (نویسنده) (۲۰۱۷)
- قتل در قطار سریع‌السیر شرق (نویسنده) (۲۰۱۷)
- خدایان آمریکایی (توسعه دهنده ، نویسنده و تهیه‌کننده اجرایی) (۲۰۱۷)
- فانوس سبز (نویسنده) (۲۰۱۱)
- قهرمانان (نویسنده و تهیه‌کننده اجرایی) (۲۰۰۶)
- سکس و سیتی (تله‌فیلم) (نویسنده) (۱۹۹۸)
- کوپید (تله‌فیلم) (نویسنده)
- Snoops (نویسنده)
- جک و بابی (نظارت بر تولید)
- پادشاهان (تهیه‌کننده اجرایی)
- رودخانه (تهیه‌کننده اجرایی)